# Giuseppe Siri
Giuseppe Siri, född 20 maj 1906 i Genua, död där 2 maj 1989 i Genua, var en italiensk romersk-katolsk kardinal. Siri tjänade som ärkebiskop av Genua från 1946 till 1987. Han var son till Nicolò Siri och Giulia Bellavista.

## Bilder
| - Påve Pius XII placerar kardinalsbirettan på Giuseppe Siris huvud. - Kardinal Giuseppe Siris grav i Genuas katedral. |